# 圓穴鋸

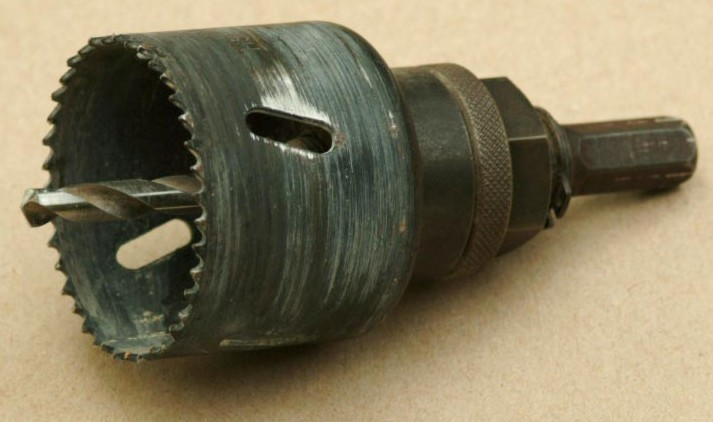
52 mm 帶導向鑽頭的圓穴鋸

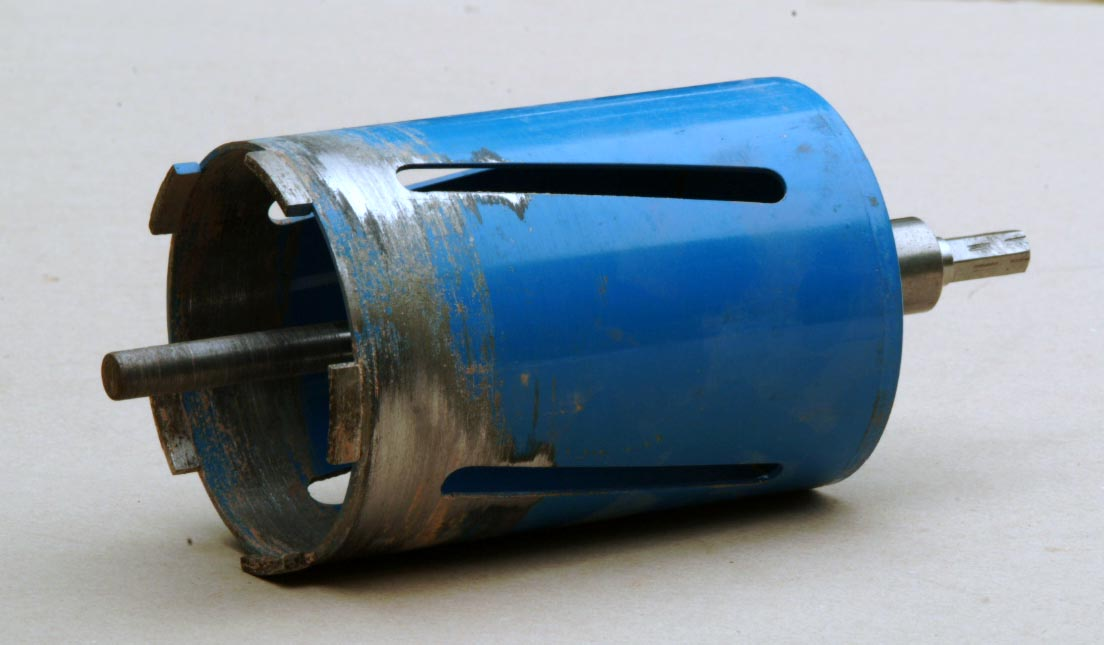
115 mm 鑽石圓穴鋸

圓穴鋸（也稱為圓孔鋸）， 是環形形狀的鋸片，其環形切口在工件中產生孔而不必切割芯材料。圓穴鋸通常在其中心具有導向鑽頭，以防止鋸齒遊走。相同的孔可以更快，使用更少的功率。
圓穴鋸可以切割的深度受其杯狀形狀的深度的限制。它們用於切割相對薄的工件。

## 結構
圓穴鋸包括安裝在心軸上的金屬圓筒，通常材質為鋼。 切削刃具有在其中形成的鋸齒或嵌入其中的工業鑽石。中心軸可以攜帶鑽頭以鑽出中心孔。在首先幾毫米的切割之後，可不再需要中心軸，雖然它將幫助鑽頭鑽孔而不在深孔中徘徊。氣缸壁中的傾斜槽有助於將灰塵帶出。切口的設計成略大於孔鋸的其餘部分的直徑，使得其不會卡在孔中。
用於便攜式鑽頭的圓穴鋸通常直徑從6至130 mm（0.24至5.12英寸）不等。對孔的深度的唯一限制是需要從孔中移除鑽頭以清除灰塵而定。
圓穴鋸鋸齒用於大多數材料，例如木材、塑料、石膏和金屬。鑽石圓穴鋸用於在磚、混凝土、玻璃和岩石中鑽孔。

## 類型

### 可調整

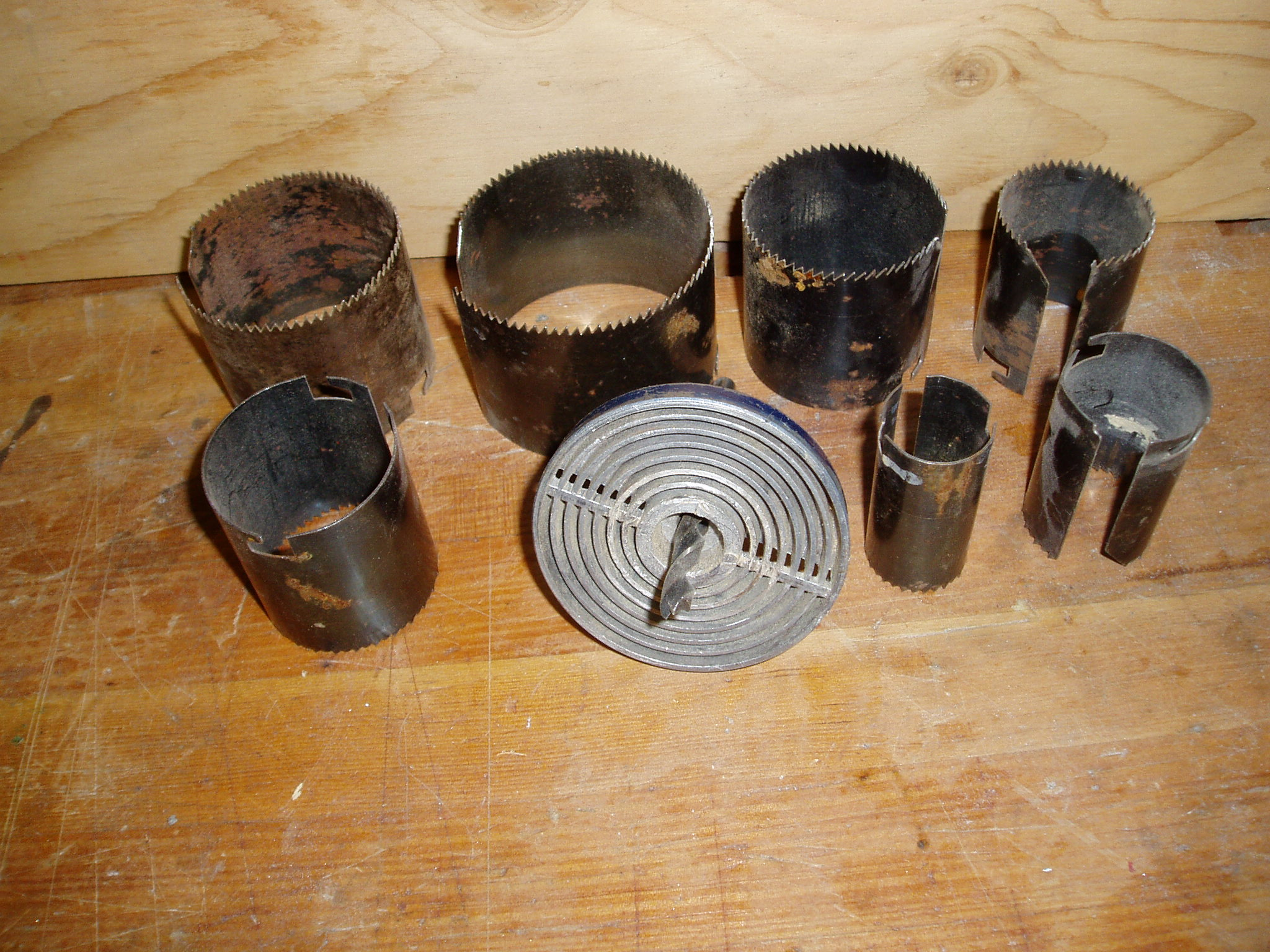
可調節圓孔鋸

可調式圓孔鋸由多個細金屬鋸條狀條和具有可更換各種大小的平盤和另一側的柄部組成。通過將刀片扣合在盤上的不同凹槽中，可以構造各種尺寸的孔鋸。

### 圓刀

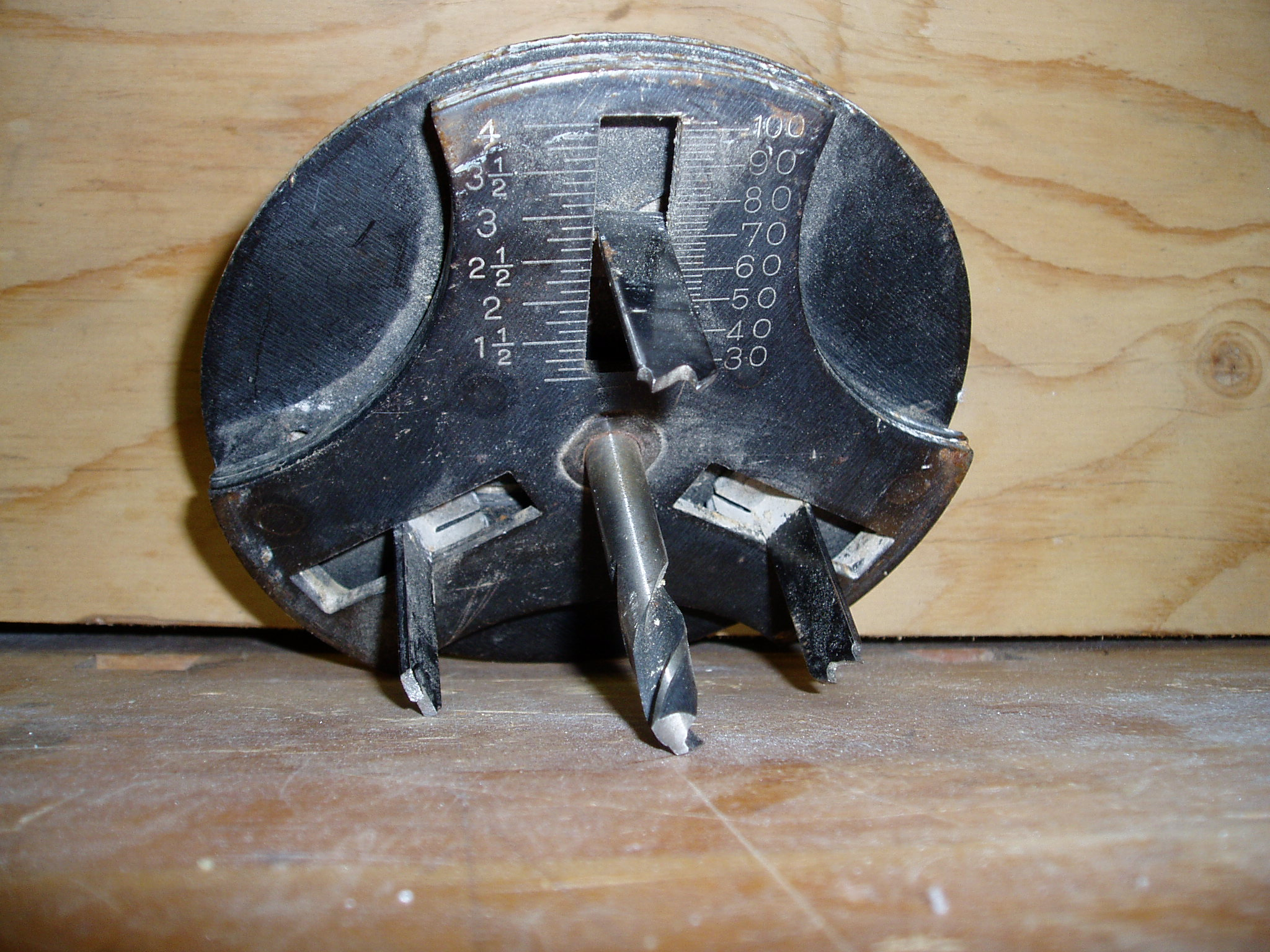
圓刀

另一種類型的可調孔鋸，也稱為圓刀，通過在具有導向鑽頭的平台上具有一個，兩個或三個可調齒而形成。為了切出任何尺寸的孔，僅需要將牙齒調節到適當的位置。這種類型的尺寸可達一英尺和更大，可用於精確切割大圓圈。

## 鑽石圓穴鋸
鑽石圓穴鋸也稱為鑽石芯鑽頭。 激光焊接金剛石鑽頭可用於濕法和乾法鑽孔，但並不是所有要鑽孔的材料都適用於乾鑽孔。非常硬的材料，如鋼筋混凝土通常應該用水鑽孔，否則鑽孔過程中產生的過多熱量可能導致鑽頭上的鑽石變鈍，然後導致性能變差。
焊接金剛石鑽頭的焊接材料通常經過特殊調整，分別適合於濕法和乾法鑽孔。這可以使得岩心鑽頭在鑽井速度和/或壽命方面表現更好。
鑽石圓穴鋸鑽穿瓷磚、花崗岩、大理石、混凝土、金屬材料。

### 引用
1. ↑  Degarmo, E. Paul; Black, J T.; Kohser, Ronald A.,  9th, Wiley: 593, 2003, ISBN 0-471-65653-4.